# FC Remscheid
Der FC Remscheid ist ein Fußballverein aus Remscheid. Er entstand aus einer Fusion des BVL 08 Remscheid (ursprünglich BV 08 Lüttringhausen) und des VfB Marathon 06/08 Remscheid. Der ehemalige Zweitligist ist der erfolgreichste Verein aus der bergischen Stadt und machte zudem als „Pokalschreck“ in den 1980er Jahren auf sich aufmerksam. Obwohl der FC Remscheid ursprünglich als Fußballverein gegründet wurde, besitzt der Klub heute auch eine Turnabteilung.

## Vereinsgeschichte

### Die Vorgängervereine

#### VfB Marathon Remscheid
1906 wurde der FC 1906 Remscheid gegründet. Nach der Auflösung des FC im Jahr 1914 wurde der Verein 1917 als VfB 06 Remscheid wieder ins Leben gerufen. Während des Zweiten Weltkriegs fusionierte der VfB 06 mit dem 1928 entstandenen VfL Marathon 1928 Remscheid, der bis 1937 als SV Edelstahlwerke Remscheid die Betriebssportgemeinschaft der Deutschen Edelstahlwerke in Remscheid war. Der Name des 1944 entstandenen Vereins war VfB Marathon 06 Remscheid. Ab 1945 trat der Club dann als VfB Marathon Remscheid an.
1968 gelang es dem VfB Marathon Remscheid als erster Remscheider Mannschaft, die deutsche Amateurmeisterschaft zu gewinnen, was zugleich den größten Erfolg der Vereinsgeschichte darstellt. 1971 fusionierte der VfB Marathon Remscheid mit dem BV 08 Remscheid. Seitdem trägt der Verein den Namen VfB Remscheid 06/08. In der Saison 1978/79 trat der VfB in der ersten Runde des DFB-Pokals an und verlor dort gegen den Zweitligisten Wormatia Worms.

#### BV 08 Lüttringhausen bzw. BVL 08 Remscheid
Am 25. Oktober 1908 wurde in der damals noch eigenständigen Gemeinde Lüttringhausen der BV 08 Lüttringhausen gegründet. Am 2. März 1912 wurde der Verein in den Westdeutschen Spielverband aufgenommen. Durch den Ausbruch des Ersten Weltkrieges wurde der Sportbetrieb komplett eingestellt. Im Jahr 1917 konnte erstmals wieder ein Spiel stattfinden. Der Verein schlug den FC Solingen mit 6:2. Am 7. September 1919 hatte man bereits mehr als 200 Mitglieder und sieben Mannschaften zur Verfügung. In der Saison 1930/31 stieg der Verein durch eine fulminante Siegesserie in die Sonderliga auf, der damals höchsten Spielklasse im Westdeutschen Verband. Während des Zweiten Weltkrieges musste der Verein aus Personalnöten wieder in die Kreisklasse absteigen. 
Im DFB-Pokal 1979/80 erreichten die Lüttringhausener die dritte Runde des DFB-Pokals, nachdem man in den ersten beiden Runden die SpVgg Erkenschwick und Westfalia Herne besiegen konnte. In der Saison 1981/82 gelang dem BV 08 Lüttringhausen der Aufstieg von der Oberliga in die 2. Bundesliga. Allerdings stieg man zwei Jahre später als Tabellenletzter ab. In den Saisons 1983/84 und 1984/85 schied die Mannschaft in der ersten Runde im DFB-Pokal gegen TuS Schloß Neuhaus und den FC Bayern München aus.
Am 9. August 1985 wurde der BV 08 Lüttringhausen in BVL 08 Remscheid umbenannt. Unter diesem Namen gewann man 1986 die Deutsche Amateurmeisterschaft gegen den VfR Bürstadt und spielte eine gute Rolle im DFB-Pokal, nachdem man deutlich mit 3:0 gegen den Bundesligisten 1. FC Kaiserslautern gewann und danach nur knapp im Wiederholungsspiel gegen Hannover 96 verlor. Bei diesem Spiel erzielte Hermann Wulfmeier das erste Tor des Monats für den Remscheider Club. In der Saison 1987/88 konnte der BVL 08 Remscheid nochmals ein Jahr zweitklassig spielen.

#### Die Fusion
Als dann allerdings im Jahr 1988 der BVL 08 Remscheid und der VfB Remscheid 06/08 beide in der Amateur-Oberliga spielten, beschlossen die Verantwortlichen die Fusion beider Vereine. Am 1. Juli 1990 wurden beide Vereine zum FC Remscheid vereinigt. Der BVL 08 Remscheid ging dabei gänzlich im FC Remscheid auf, beim VfB Remscheid wurde nur die Herrenmannschaft ausgegliedert. Der restliche Verein besteht seitdem als VfB 06/08 Remscheid weiter, hat aber seit 2008 keine Fußballabteilung mehr.
| Spielzeit                                          | Liga                             | Platz |
| -------------------------------------------------- | -------------------------------- | ----- |
| 1990/91                                            | Amateur-Oberliga Nordrhein (III) | 1.    |
| 1991/92                                            | 2. Bundesliga Nord (II)          | 8.    |
| 1992/93                                            | 2. Bundesliga (II)               | 23.   |
| 1993/94                                            | Amateur-Oberliga Nordrhein (III) | 8.    |
| 1994/95                                            | Oberliga Nordrhein (IV)          | 2.    |
| 1995/96                                            | Oberliga Nordrhein (IV)          | 2.    |
| 1996/97                                            | Regionalliga West/SW (III)       | 15.   |
| 1997/98                                            | Regionalliga West/SW (III)       | 13.   |
| 1998/99                                            | Regionalliga West/SW (III)       | 17.   |
| grün unterlegt: Aufstieg orange unterlegt: Abstieg |                                  |       |

### Die Zeit als FC Remscheid

#### Sportlicher Aufschwung und erneute Zweitklassigkeit
In den Jahren 1991 bis 1993 spielte der Verein nochmals in der 2. Bundesliga und erreichte in seinem ersten Jahr sogar einen einstelligen Tabellenplatz. Nach der Zusammenlegung der beiden Zweitligastaffeln 1992 befand sich der FC Remscheid stets im Abstiegskampf und stieg schließlich als Vorletzter in die Amateur-Oberliga Nordrhein ab. Der angestrebte Wiederaufstieg misslang dem bergischen Verein und die Mannschaft musste sich mit dem achten Platz zufriedengeben. Mit der Einführung der Regionalliga war die Oberliga Nordrhein nur noch viertklassig. Dem FC Remscheid gelang allerdings dort in der Saison 1995/96 der Aufstieg in Regionalliga West/Südwest und hielt insgesamt drei Spielzeiten die Klasse, ehe man als Tabellenletzter mit nur zehn Punkten wieder den Gang in Viertklassigkeit antreten musste.
| Spielzeit                                          | Liga                                | Platz   |
| -------------------------------------------------- | ----------------------------------- | ------- |
| 1999/00                                            | Oberliga Nordrhein (IV)             | 04.     |
| 2000/01                                            | Oberliga Nordrhein (IV)             | 16.     |
| 2001/02                                            | Verbandsliga Niederrhein (V)        | 07.     |
| 2002/03                                            | Verbandsliga Niederrhein (V)        | 15.     |
| 2003/04                                            | Landesliga Niederrhein, Gr. 1 (VI)  | 02.     |
| 2004/05                                            | Landesliga Niederrhein, Gr. 1 (VI)  | 02.     |
| 2005/06                                            | Landesliga Niederrhein, Gr. 1 (VI)  | 03.     |
| 2006/07                                            | Landesliga Niederrhein, Gr. 1 (VI)  | 02.     |
| 2007/08                                            | Landesliga Niederrhein, Gr. 1 (VI)  | 09.     |
| 2008/09                                            | Landesliga Niederrhein, Gr. 1 (VII) | 01.     |
| 2009/10                                            | Niederrheinliga (VI)                | 16.     |
| 2010/11                                            | Landesliga Niederrhein, Gr. 2 (VII) | 04.     |
| 2011/12                                            | Landesliga Niederrhein, Gr. 2 (VII) | 05.     |
| 2012/13                                            | Landesliga Niederrhein, Gr. 1 (VI)  | 08.     |
| 2013/14                                            | Landesliga Niederrhein, Gr. 1 (VI)  | 04.     |
| 2014/15                                            | Landesliga Niederrhein, Gr. 1 (VI)  | 04.     |
| 2015/16                                            | Landesliga Niederrhein, Gr. 1 (VI)  | 15.     |
| 2016/17                                            | Bezirksliga Niederrhein (VII)       | 01.     |
| 2017/18                                            | Landesliga Niederrhein Gr. 1 (VI)   | 12.     |
| 2018/19                                            | Landesliga Niederrhein Gr. 1 (VI)   | 12.     |
| 2019/20                                            | Landesliga Niederrhein Gr. 1 (VI)   | 12.     |
| 2020/21                                            | Landesliga Niederrhein Gr. 3 (VI)   | Abbruch |
| 2021/22                                            | Landesliga Niederrhein Gr. 3 (VI)   | 8.      |
| 2022/23                                            | Landesliga Niederrhein Gr. 3 (VI)   | 3.      |
| 2023/24                                            | Landesliga Niederrhein Gr. 1 (VI)   | 5.      |
| 2024/25                                            | Landesliga Niederrhein Gr. 1 (VI)   | 5.      |
| grün unterlegt: Aufstieg orange unterlegt: Abstieg |                                     |         |

#### Der Sturz in die Landesliga
Nach dem Abstieg aus der Regionalliga begann für den FC Remscheid ein stetiger Fall in die Amateurklassen. Nach dem guten vierten Platz in der Oberliga-Saison 1999/2000 stieg der Verein in die Verbandsliga ab und konnte auch dort nicht die Klasse halten. Seit der Saison 2003/04 spielte der bergische Verein in der Landesliga, die mit der Einführung der 3. Liga nur noch siebtklassig war.
Am 24. Mai 2009 gelang dem FC Remscheid als Landesligameister nach 13 Jahren wieder der Aufstieg in eine höhere Liga. Der Verein trat somit in der Spielzeit 2009/10 in der sechstklassigen Niederrheinliga an. Nur ein Jahr später stieg der FCR nach vielen Turbulenzen in der Mannschaft und in der Vorstandsebene wieder in die Landesliga ab. In den Spielzeiten 2011/12 und 2012/13 gelang den Remscheidern mehrfach gegen klassenhöhere Mannschaften im Niederrheinpokal zu gewinnen. Im August 2012 schlug der FCR den damaligen Regionalligisten Wuppertaler SV mit 1:0.
Medienwirksam wurde im September 2015 der frühere Bundesligaprofi Thorsten Legat als Cheftrainer verpflichtet. Der Erfolg blieb aus; nach seinem Rücktritt im Mai 2016 stieg der FCR zum Saisonende gar in die Bezirksliga ab. Nach einem Umbruch in der Vorstands- und Geschäftsstellenstruktur gelang dem Verein in der Folgesaison 2016/17 fünf Spieltage vor dem Saisonende der direkte Wiederaufstieg in die Landesliga Niederrhein vor dem ehemaligen Oberligisten 1. FC Wülfrath und dem SV Union Velbert.

## Erfolge

### Meisterschaftserfolge
- Spielzeiten in der 2. Bundesliga: 1982 bis 1984 als BV 08 Lüttringhausen, 1987/88 als BVL Remscheid und 1991 bis 1993 als FC Remscheid
- Deutscher Amateurmeister: 1968 (als VfB Marathon 06), 1986 (als BVL 08 Remscheid)
- Meister der Oberliga Nordrhein: 1982, 1987 und 1991
- Meister der Verbandsliga Niederrhein: 1974
- Meister der Landesliga Niederrhein: 2009
- Meister der Bezirksliga Niederrhein: 2017

### Pokalerfolge
- DFB-Pokal Teilnahme in den Saisons: 1977/78 (1. Hauptrunde), 1978/79 (1. Hauptrunde), 1979/80 (3. Hauptrunde), 1983/84 (1. Hauptrunde), 1984/85 (1. Hauptrunde), 1986/87 (2. Hauptrunde), 1988/89 (1. Hauptrunde), 1990/91 (Achtelfinale), 1991/92 (3. Hauptrunde), 1992/93 (3. Hauptrunde), 1993/94 (1. Hauptrunde), 1994/95 (1. Hauptrunde)
- Sieger des Niederrheinpokals: 1990, 1991, 1994
- Sieger des Kreispokals Remscheid: 2011, 2014, 2015 und 2023

## Spieler und Trainer der Fußballabteilung

### Zweite Mannschaft
Der FC Remscheid II spielt in der Saison 2016/17 in der Kreisliga B Remscheid (IX). In der zweiten Mannschaft des Vereins spielen vor allem junge Spieler, die nach der A-Jugend hierhin wechseln. Die Heimspiele werden auf dem Jahnplatz (Kunstrasen) ausgetragen. In der aktuellen Saison wird die Mannschaft von Trainer Mike Kupfer betreut.

### Jugendmannschaften
Die meisten Jugendmannschaften spielen hauptsächlich in den Leistungsklassen. Sie bilden den Unterbau der Niederrheinliga, der zweithöchsten Spielklasse für Junioren. In manchen Spielzeiten gelingt es dem Verein auch Teams für die Niederrheinliga zu melden. Insgesamt verfügt der Verein über 18 Jugendmannschaften, die ihre Heimspiele auf dem Jahnplatz in Lüttringhausen austragen.

### Frauenmannschaft
Seit der Spielzeit 2012/13 stellte der FC Remscheid nach vielen Jahren wieder eine Damenmannschaft. Das Team um Trainer Markus Schulz und Peter Bomm wechselte wenige Wochen vor dem Ende der Saison 2011/12 vom Hastener TV zum FC Remscheid. Gleich im ersten Jahr schaffte man den Aufstieg in die Bezirksliga Niederrhein. Im darauffolgenden Jahr erreichte die Mannschaft den zweiten Platz beim Hallen-Niederrheinpokal und qualifizierte sich zudem für den Verbandspokal 2014/15 durch den Kreispokalsieg gegen den Landesligisten TG Hilgen. In der Saison 2015/16 gelang dem FC Remscheid als Tabellenerster der Aufstieg in die Landesliga Niederrhein. In der Saison 2017/18 meldete der FC Remscheid seine Damenmannschaft wegen personeller Engpässe vom Spielbetrieb der Landesliga Niederrhein ab. Die Mannschaft steht damit als Absteiger in die Bezirksliga fest.
Die Heimspiele trägt die Mannschaft auf dem Jahnplatz in Remscheid-Lüttringhausen aus. Beim BV 08 Lüttringhausen begann 1970 die spätere Nationalspielerin Gaby Dlugi-Winterberg ihre Spielerkarriere.

### Bedeutende ehemalige Spieler
- Uwe Bialon – spielte für den BV 08 Lüttringhausen in der zweiten Bundesliga und erzielte dort vier Tore.
- Alban Bushi – der albanische Rekordtorschütze spielte in der Saison 1994 für den FC Remscheid.
- Pietro Callea – zweite Bundesliga von 1991 bis 1993 und Regionalligaaufstieg 1996
- Cataldo Cozza – spielte in der Jugend beim FC Remscheid und war beim damaligen Zweitligisten Dynamo Dresden unter Vertrag.
- Oliver Ebersbach – bestritt 1992/93 für den FC Remscheid acht Spiele in der 2. Bundesliga und erzielte dort ein Tor.
- Andreas Fischer – spielte für den BVL 08 Remscheid in der zweiten Bundesliga und wechselte danach zu Bayer 04 Leverkusen und zum Hamburger SV.
- Dirk Flock – spielte beim FC Remscheid in der Saison 1992/93 seine erste Profisaison.
- Andreas Gaber – kam nach dem Abstieg in die Oberliga zum FCR und wechselte danach zur TSG 1899 Hoffenheim.
- Michael Griehsbach – erzielte in 27 Zweitligapartien zwei Tore für die Remscheider.
- Ingmar Putz – ehemaliger Zweitliga- und Regionalliga-Spieler.
- Yahiro Kazama – japanischer Nationalspieler, spielte von 1985 bis 1988 für den BVL 08 Remscheid.
- Andreas Köhler – erzielte beide Tore im Endspiel der Deutschen Amateurmeisterschaft 1986 gegen den VfR Bürstadt.
- Uwe Neuhaus – spielte in der Saison 1988/89 für den BVL 08 Remscheid und wechselte danach zur SG Wattenscheid 09. Von 2007 bis 2014 war er Trainer des Zweitligisten 1. FC Union Berlin. Ab 2015 Trainer bei Dynamo Dresden und seit 2019 bei Arminia Bielefeld.
- Detlef Pirsig – schaffte 1982/83 mit dem BV Lüttringhausen den Aufstieg in die Zweitklassigkeit. Später schaffte er als Trainer mit dem FC Remscheid den Aufstieg in diese Liga.
- Carsten Pröpper – trat für den FC Remscheid in der 2. Bundesliga an.
- Frank Schön – der ehemalige Spieler des FC Schalke 04 schaffte mit dem FCR den Aufstieg in die Niederrheinliga
- Lothar Steinhauer – erzielte in 32 Zweitligaspielen zwölf Tore und war mehrere Jahre Trainer der ersten Mannschaft des FC Remscheids.
- Thomas Vtic bestritt 1992/93 für den FC Remscheid vier Spiele in der 2. Bundesliga.

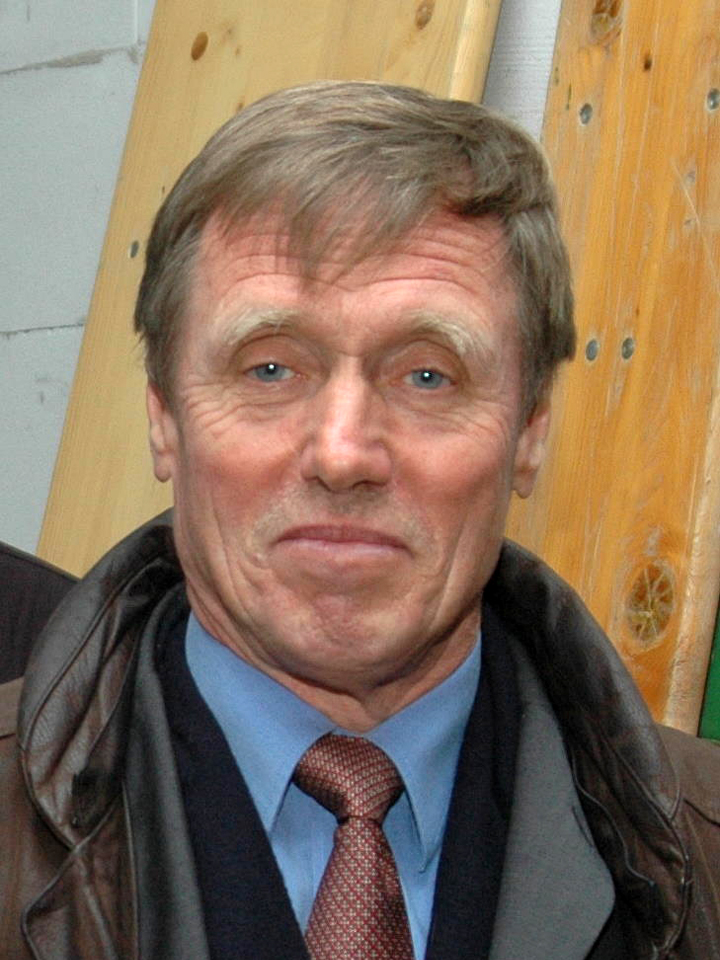
Sigi Held

### Ehemalige Trainer
| Nationalität | Name                   | Amtszeit  |
| ------------ | ---------------------- | --------- |
| Deutschland  | Friedel Giegeling      | 1975–1979 |
| Deutschland  | Manfred Reichert       | 1979      |
| Deutschland  | Roland Helfsgott       | 1979      |
| Deutschland  | Adi Pinter             | 1980      |
| Deutschland  | Detlef Pirsig          | 1980–1982 |
| Deutschland  | Rudi Sommavilla        | 1982–1983 |
| Deutschland  | Günter Hentschke       | 1983      |
| Deutschland  | Günter Exner           | 1983–1984 |
| Deutschland  | Sigfried Held          | 1984      |
| Deutschland  | Horst Döppenschmidt    | 1984–1988 |
| Deutschland  | Dieter Tartemann       | 1988–1989 |
| Deutschland  | Klaus-Dieter Czizewski | 1989      |
| Deutschland  | Detlef Pirsig          | 1989–1990 |

| Nationalität | Name                               | Amtszeit    |
| ------------ | ---------------------------------- | ----------- |
| Deutschland  | Detlef Pirsig                      | 1990–1993   |
| Deutschland  | Dietmar Schacht                    | 1993        |
| Polen        | Aleksander Mandziara               | 1993–1994   |
| Deutschland  | Udo Winnen                         | 1994        |
| Deutschland  | Detlef Pirsig                      | 1994–1998   |
| Deutschland  | Klaus Scheer                       | 1998        |
| Litauen      | Sigitas Jakubauskas                | 1998–2001   |
| Deutschland  | Jürgen Wellmann                    | 2001        |
| Deutschland  | Fred Bockholt                      | 2001–2002   |
| Deutschland  | Jürgen Wellmann                    | 2002–2003   |
| Deutschland  | Guido Naumann                      | 2003        |
| Deutschland  | Sigitas Jakubauskas                | 2003        |
| Deutschland  | Lothar Steinhauer                  | 2003–2007   |
| Deutschland  | Zjelko Nikolic                     | 2007–2010   |
| Deutschland  | Gerd Kentschke                     | 2010        |
| Deutschland  | Stefan Brandt                      | 2010–2012   |
| /            | Zjelko Nikolic/Sigitas Jakubauskas | 2012–2014   |
| Litauen      | Sigitas Jakubauskas                | 2014–01/15  |
| Deutschland  | Ingmar Putz                        | 01/15–09/15 |
| Deutschland  | Thorsten Legat                     | 09/15–05/16 |
| /            | Zdenko Kosanovic                   | 05/16–11/17 |
| /            | Acar Sar                           | 11/17–06/19 |
| Deutschland  | Marcel Heinemann                   | 07/19–11/19 |
| Deutschland  | Markus Hosnjak                     | 11/19–12/19 |
| /            | Sahin Sezer                        | 12/19–04/20 |
| Deutschland  | Marcel Heinemann                   | 07/20–06/23 |
| /            | Ferdi Gülenc                       | 07/23–      |

## Sportstätten
Die Vorgängervereine des FC Remscheid spielten in unterschiedlichen Stadien in Remscheid.

### Stadion Reinshagen

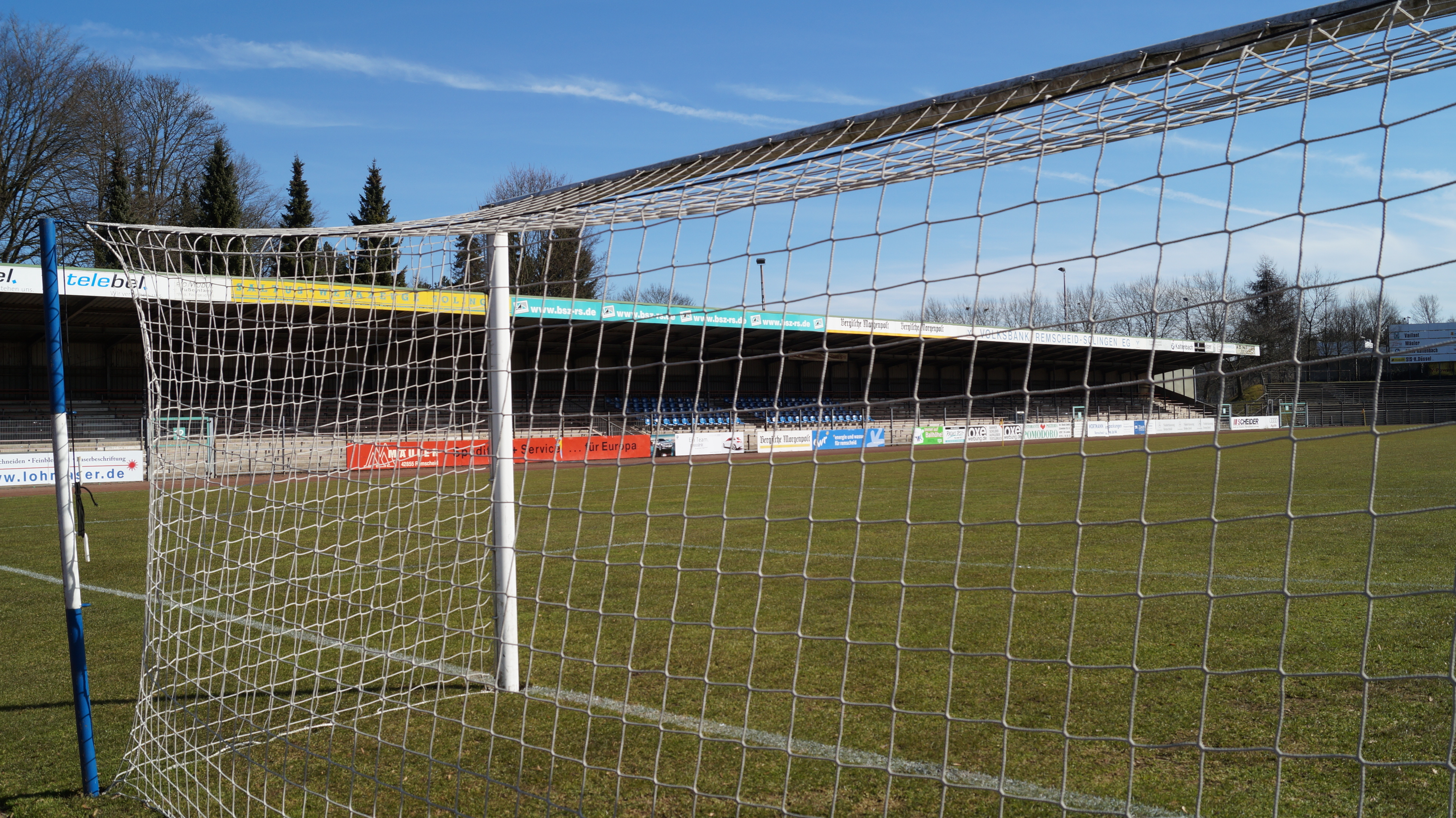
Das Röntgen-Stadion in Remscheid-Lennep.

Der VfB Remscheid 06/08 trug seine Heimspiele im Stadion Reinshagen aus. Auch sein Nachfolgerverein der VfB Marathon 1990 Remscheid spielt heute noch hier.

### Röntgen-Stadion
Der BVL 08 Remscheid hingegen hat seine Spiele zunächst auf dem Jahnplatz in Lüttringhausen und später im Lenneper Röntgen-Stadion ausgetragen. Im Zuge der Fusion beider Vereine wurde das Stadion für die 2. Bundesliga modernisiert und dient heute immer noch als Heimspielstätte des FC Remscheid. Es hat eine Kapazität von ca. 12.000 Zuschauerplätzen und ist somit das größte Stadion auf Remscheider Stadtgebiet. Neben dem Röntgen-Stadion liegt noch ein Sportplatz, auf dem die zweite Mannschaft des FCR sowie der VfL 07 Lennep seine Heimspiele austragen.

### Jahnplatz
Neben dem Röntgen-Stadion benutzt der Verein auch den Jahnplatz in Lüttringhausen. Hier tragen die zweite Herrenmannschaft sowie die meisten Jugendmannschaften ihre Spiele aus. Für 600.000 Euro aus dem Konjunkturpaket II hat der Platz 2011 einen Kunstrasen erhalten.

## Fans
Der FC Remscheid besitzt trotz seiner niedrigen Ligazugehörigkeit eine hohe Fanbasis. In der abgelaufenen Saison (2019/20) mit einem Zuschauerschnitt von 194 pro Spiel. Im Jahr 2001 gründeten sich die Ultras Remscheid, die sich mittlerweile in „Szene Remscheid“ umbenannt haben. Seit der Saison 2009/10 existiert mit den FCR-Freaks ein neuer Fanclub.
Die Fans feuern die Mannschaft aus dem Block A auf der Haupttribüne an. Ursprünglich standen die Anhänger in der nicht überdachten Nordkurve, die für ca. 2500 Zuschauer ausgelegt ist. Seitdem sich Anfang 2001 wieder eine organisierte Fanszene gegründet hat, wird der überdachte Block A genutzt, da es dort eine bessere Akustik gibt.

### Fanfreundschaften
Eine heute nicht mehr denkbare Fanfreundschaft bestand zwischen den Anhängern von SG Union Solingen und dem Vorgängerverein des FC Remscheid, dem BVL 08 Remscheid in den Achtzigern. Seit dem Aufstieg in die Niederrheinliga existieren Kontakte zu Westfalia Herne.

### Fanrivalitäten
Die Fans des FC Remscheid haben grundsätzlich eine Abneigung gegen andere Mannschaften aus dem Bergischen Land. Besonders groß ist die Rivalität zum Wuppertaler SV und zu Union Solingen. Spiele gegen diese Vereine werden auch als Bergisches Derby bezeichnet. Die drei Vereine der bergischen Großstädte sind die einzigen aus der Region, die je in einer deutschen Profiliga gespielt haben.
Zu Zeiten des Spielbetriebs in der Landesliga galten vor allem die Partien gegen den SV 09/35 Wermelskirchen und die ehemalige SpVgg. Radevormwald (heute SC 08 Radevormwald) als besonders brisant.